# Pseudostenophylax himalayanus
Pseudostenophylax himalayanus is een schietmot uit de
familie Limnephilidae. De soort komt voor in het Oriëntaals gebied.